# Splachnobryum wattsii
Splachnobryum wattsii là một loài rêu trong họ Splachnobryaceae. Loài này được Broth. mô tả khoa học đầu tiên năm 1899.